# جریان کرامول

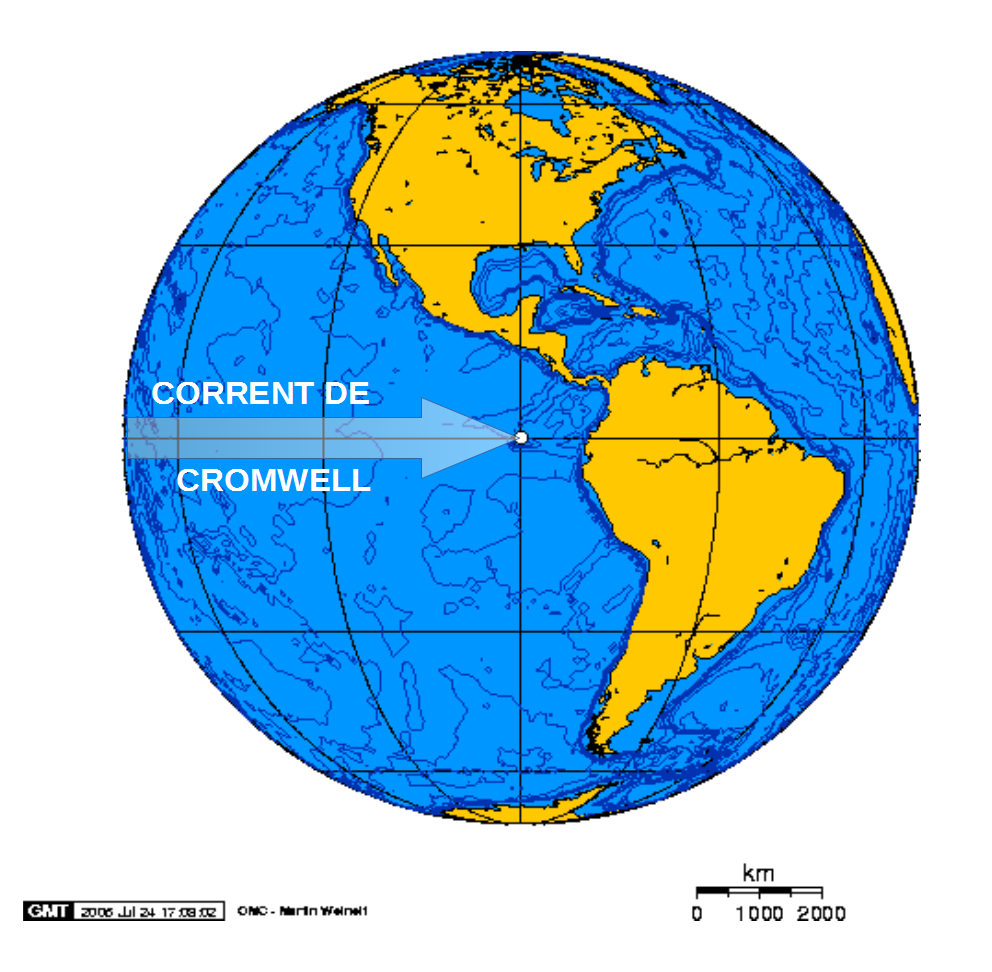
مسیر جریان کرامول در نقشه مشخص شده است

جریان کراموِل (انگلیسی: Cromwell Current) که جریان زیرگذر استوایی اقیانوس آرام یا جریان زیرگذر استوایی نیز نامیده می‌شود، یک جریان اقیانوسی زیرسطحی با جهت شرقی است که در طول استوا در اقیانوس آرام گسترده شده است.
جریان کرامول در سال ۱۹۵۲ تاونسند کرامول پژوهشگر آزمایشگاه هونولولو کشف شد. طول این جریان حدود ۶۰۰۰ کیلومتر و پهنای آن حدود ۴۰۰ متر است و به سمت شرق جریان دارد. این جریان در ۱۰۰ متری زیر سطح اقیانوس آرام در امتداد استوا پنهان است و نسبت به دیگر جریان‌های اقیانوسی، کم‌عمق است، به گونه‌ای که ژرفای آن از بالا تا پایین فقط حدود ۳۰ متر است. حجم آبی که توسط این جریان جابه‌جا می‌شود هزار برابر حجم آب رود میسیسیپی است.